# Temporada 1984-85 de los Kansas City Kings
La temporada 1984-85 fue la trigésimo séptima de los Kings en la NBA, y la decimortercera en Kansas City. La temporada regular acabó con 31 victorias y 51 derrotas, ocupando el undécimo puesto de la Conferencia Oeste, no logrando clasificarse para los playoffs. Esta fue su última temporada en Kansas City, siendo recolocados a partir de la siguiente en Sacramento (California).

## Elecciones en elDraft
| Ronda | Puesto | Jugador     | Posición  | Nacionalidad   | Universidad |
| ----- | ------ | ----------- | --------- | -------------- | ----------- |
| 1     | 9      | Otis Thorpe | Ala-Pívot | Estados Unidos | Providence  |
| 4     | 80     | Carl Henry  | Escolta   | Estados Unidos | Kansas      |

## Temporada regular
| División Atlántico  | División Atlántico | División Atlántico | División Atlántico | División Atlántico | División Atlántico | División Atlántico | División Atlántico | División Atlántico |
| Equipo              | G                  | P                  | %                  | PD                 | Casa               | Fuera              | Div                |                    |
| ------------------- | ------------------ | ------------------ | ------------------ | ------------------ | ------------------ | ------------------ | ------------------ | ------------------ |
| y-Denver Nuggets    | 52                 | 30                 | .634               | –                  | 34–7               | 18–23              | 17–13              |                    |
| x-Houston Rockets   | 48                 | 34                 | .585               | 4                  | 29–12              | 19–22              | 20–10              |                    |
| x-Dallas Mavericks  | 44                 | 38                 | .537               | 8                  | 24–17              | 20–21              | 14–16              |                    |
| x-Utah Jazz         | 41                 | 41                 | .500               | 11                 | 26–15              | 15–26              | 19–11              |                    |
| x-San Antonio Spurs | 41                 | 41                 | .500               | 11                 | 30–11              | 11–30              | 12–18              |                    |
| Kansas City Kings   | 31                 | 51                 | .378               | 21                 | 23–18              | 8–33               | 8–22               |                    |

## Estadísticas
| Rk | Jugador          | Edad | P  | PT | MP   | TC  | TCI  | %TC  | T3  | T3I | %T3   | TL  | TLI | %TL   | RO  | RD  | RT   | AS  | RB  | TAP | BP  | FP  | PTS  |
| -- | ---------------- | ---- | -- | -- | ---- | --- | ---- | ---- | --- | --- | ----- | --- | --- | ----- | --- | --- | ---- | --- | --- | --- | --- | --- | ---- |
| 1  | Eddie Johnson    | 25   | 82 | 81 | 36.9 | 9.4 | 19.1 | .491 | 0.2 | 0.7 | .241  | 4.0 | 4.5 | .871  | 1.8 | 3.1 | 5.0  | 3.3 | 1.0 | 0.3 | 2.7 | 2.9 | 22.9 |
| 2  | Larry Drew       | 26   | 72 | 66 | 33.0 | 6.3 | 12.7 | .501 | 0.1 | 0.4 | .250  | 2.1 | 2.7 | .794  | 0.5 | 1.7 | 2.3  | 6.7 | 1.3 | 0.1 | 2.5 | 2.0 | 14.9 |
| 3  | Reggie Theus     | 27   | 82 | 80 | 31.0 | 6.1 | 12.5 | .487 | 0.1 | 0.5 | .132  | 4.1 | 4.7 | .863  | 1.3 | 2.0 | 3.3  | 8.0 | 1.2 | 0.2 | 3.7 | 3.0 | 16.4 |
| 4  | LaSalle Thompson | 23   | 82 | 77 | 30.0 | 4.5 | 8.5  | .531 | 0.0 | 0.0 |       | 2.8 | 3.8 | .721  | 3.3 | 7.1 | 10.4 | 1.6 | 1.2 | 1.6 | 2.5 | 4.0 | 11.8 |
| 5  | Mark Olberding   | 28   | 81 | 62 | 28.1 | 3.3 | 6.5  | .502 | 0.0 | 0.0 | .000  | 3.6 | 4.3 | .832  | 1.7 | 4.6 | 6.3  | 3.0 | 0.7 | 0.1 | 2.3 | 3.7 | 10.2 |
| 6  | Mike Woodson     | 26   | 78 | 3  | 25.6 | 6.8 | 13.7 | .496 | 0.1 | 0.3 | .238  | 3.4 | 4.2 | .800  | 0.9 | 1.7 | 2.5  | 1.8 | 1.5 | 0.4 | 1.8 | 2.8 | 17.0 |
| 7  | Otis Thorpe      | 22   | 82 | 23 | 23.4 | 5.0 | 8.4  | .600 | 0.0 | 0.0 | .000  | 2.8 | 4.5 | .620  | 2.3 | 4.5 | 6.8  | 1.4 | 0.4 | 0.5 | 2.3 | 3.1 | 12.8 |
| 8  | Don Buse         | 34   | 65 | 14 | 14.4 | 1.3 | 3.1  | .404 | 0.5 | 1.3 | .356  | 0.4 | 0.5 | .767  | 0.3 | 0.6 | 0.9  | 3.1 | 0.6 | 0.0 | 0.7 | 1.2 | 3.4  |
| 9  | Joe Meriweather  | 31   | 76 | 4  | 14.0 | 1.6 | 3.2  | .498 | 0.0 | 0.0 | .500  | 1.3 | 1.6 | .774  | 1.2 | 2.2 | 3.5  | 0.4 | 0.2 | 0.4 | 0.7 | 2.4 | 4.5  |
| 10 | Billy Knight     | 32   | 16 | 0  | 11.8 | 1.9 | 4.3  | .449 | 0.1 | 0.1 | 1.000 | 0.8 | 1.0 | .813  | 0.6 | 0.8 | 1.4  | 1.3 | 0.1 | 0.1 | 0.8 | 0.9 | 4.8  |
| 11 | Ed Nealy         | 24   | 22 | 0  | 10.2 | 1.2 | 2.0  | .591 | 0.0 | 0.0 |       | 0.5 | 0.9 | .526  | 0.7 | 1.3 | 2.0  | 0.8 | 0.1 | 0.0 | 0.5 | 1.2 | 2.8  |
| 12 | Pete Verhoeven   | 25   | 54 | 0  | 6.8  | 0.9 | 2.0  | .472 | 0.0 | 0.0 |       | 0.4 | 0.5 | .840  | 0.5 | 0.6 | 1.2  | 0.3 | 0.3 | 0.1 | 0.4 | 1.6 | 2.3  |
| 13 | Mark McNamara    | 25   | 33 | 0  | 6.4  | 0.8 | 1.8  | .483 | 0.0 | 0.0 |       | 0.7 | 1.3 | .523  | 0.7 | 1.0 | 1.7  | 0.2 | 0.2 | 0.2 | 0.4 | 0.7 | 2.4  |
| 14 | David Pope       | 22   | 22 | 0  | 5.9  | 0.8 | 2.4  | .321 | 0.0 | 0.0 | .000  | 0.3 | 0.6 | .538  | 0.4 | 0.4 | 0.8  | 0.2 | 0.1 | 0.1 | 0.3 | 1.4 | 1.9  |
| 15 | Kenny Natt       | 26   | 4  | 0  | 4.0  | 0.0 | 0.3  | .000 | 0.0 | 0.0 |       | 0.0 | 0.0 |       | 0.3 | 0.0 | 0.3  | 0.8 | 0.3 | 0.0 | 0.0 | 0.3 | 0.0  |
| 16 | Dane Suttle      | 23   | 6  | 0  | 4.0  | 1.0 | 2.2  | .462 | 0.0 | 0.2 | .000  | 0.3 | 0.3 | 1.000 | 0.0 | 0.5 | 0.5  | 0.3 | 0.2 | 0.0 | 0.2 | 0.5 | 2.3  |